# ريتشارد روسون
ريتشارد روسون (بالإنجليزية: Richard Rosson) هو مخرج وممثل أمريكي، ولد في 4 أبريل 1893 بنيويورك في الولايات المتحدة، وتوفي في 31 مايو 1953 في الولايات المتحدة بسبب تسمم بأحادي أكسيد الكربون.

## أعمال

### أفلام
- (1916) سبعة عشر
- (1936) تعال وخذها

## وصلات خارجية
- ريتشارد روسون على موقع IMDb (الإنجليزية)
- ريتشارد روسون على موقع ألو سيني (الفرنسية)
- ريتشارد روسون على موقع أول موفي (الإنجليزية)
- ريتشارد روسون على موقع قاعدة بيانات الأفلام السويدية (السويدية)
- ريتشارد روسون على موقع قاعدة بيانات الفيلم (الإنجليزية)
- ريتشارد روسون على موقع كينوبويسك (الروسية)